# سمك القرفة
سمك القرفة أو قرفاه (الاسم العلمي: Rastrelliger)، جنس أسماك بحرية من فصيلة الإسقمريات. تُعرف أنواعه باسم الإسقمريات الحقيقية.

## الأنواع
يتألف جنس سمك القرفة من ثلاث أنواع
- سمكة القرفة القصيرة (بيتر بليكر, 1851)
- سمكة القرفة الجزيرية, Matsui, 1967
- سمكة القرفة الهندية, (جورج كوفييه, 1816)